# Прометей прикованный
«Промете́й прико́ванный», в некоторых переводах «Прико́ванный Промете́й» (др.-греч. Προμηθεύς Δεσμώτης) — трагедия древнегреческого драматурга Эсхила, впервые поставленная на сцене в 444—443 годах до н. э.
Трагедия входила в тетралогию, которая, кроме этой, включала почти утраченные трагедии «Прометей освобождаемый» и «Прометей-огненосец», а также сатировскую драму «Прометей-огневозжигатель». Существует предположение, что «Прометея прикованного» на самом деле написал не Эсхил, а его сын Евфорион (в пьесе нашло отражение слишком нетипичное для Эсхила отношение к богам).

## Сюжет
За похищение огня Гефест приковывает Прометея по велению Зевса к скале, в Скифии, под надзором младшего титана Кратоса (Власти и Силы). Узника посещают Океаниды, их отец Океан, царевна Ио (возлюбленная Зевса), в своих скитаниях по свету случайно попавшая к скале. Прометей рассказывает им, что он сделал для людей. Прометей даровал им огонь, за что был прикован к скале, куда каждый день прилетал орел и выклёвывал ему печень. За ночь печень снова вырастала, и снова прилетал орел, и так день за днем, что приносило Прометею ужасные мучения.

## Переводы
На русский язык трагедию переводили Владимир Нилендер, Адриан Пиотровский, Соломон Апт и Дмитрий Мережковский (1890).